# فلوريان لي روي
فلوريان لي روي (بالفرنسية: Florian Le Roy)‏ هو صحفي فرنسي، ولد في 8 مايو 1901 في Pléneuf-Val-André ‏ في فرنسا، وتوفي في 6 مارس 1959.